# Iglesia de los Santos Patronos (Alcira)
La iglesia parroquial de los Santos Patronos es un templo católico situado en la calle de Tetuán, 49, en el municipio de Alcira. Es Bien de Relevancia Local con identificador número 46.20.017-002.
El edificio, según puede verse en Google Earth, se encuentra entre las calles Juan XXIII, Pío XII, Cardenal Vera y Tetuán. Por las fotografías puede afirmarse que se edificó en la segunda mitad del siglo XX.